# Шабля спортивна
Ша́бля спорти́вна (еспадрон, фр. espadon) — колюча і рубаюча зброя, яку використовують на змагання з фехтування на шаблях.

## Вимоги до зброї
1. Загальна максимальна довжина шаблі — 105 см.
2. Загальна вага готової до використання шаблі становить менше ніж 500 грамів.
3. Клинок виготовляється зі сталі; його переріз майже прямокутний. Максимальна довжина клинка — 88 см; мінімальна ширина клинка 4 мм і вона повинна бути біля вістря (голівки). Мінімальна товщина клинка 1,2 мм, і вона також повинна знаходитися відразу нижче голівки.
4. Гарда повинна бути суцільною, складатися з одного цілого та мати гладку зовнішню поверхню. Вона має витягнуту форму без випнутих боків та без отворів. Вона повинна проходити скрізь прямокутний вимірювач з перетином 15 см х 14 см та заввишки 15 см. При цьому клинок повинен бути паралельний осі вимірювача. В гарді повинен бути штепсель для того, щоб можна було під'єднати особистий шнур згідно з передбаченою системою. Дві клеми в гарді шаблі повинні безпосередньо контактувати з масою гарди, складаючи зімкнутий ланцюг через особистий шнур, котушку-змотувач і провід «котушка — електрофіксатор». Опір у зброї не може перевищувати 1 Ом. Внутрішня поверхня гарди повинна бути повністю за ізольована за допомогою лаку або прокладки.